# Ioan Burza
Ioan Burza (n. 14 februarie 1863 – d. 30 octombrie 1937) a fost delegat la Marea Adunare Națională de la Alba Iulia de la 1 decembrie 1918, organismul legislativ reprezentativ al „tuturor românilor din Transilvania, Banat și Țara Ungurească”, cel care a adoptat hotărârea privind Unirea Transilvaniei cu România.

## Biografie
Ioan Burza a avut un băiat și  trei fete. A fost un om cu o situație financiară bună, deținând 40 jugăre de pământ, casă și tot inventarul. 

## Activitate politică
În timpul ocupației maghiare a fost consilier comunal. A reprezentat cercul Șiria (jud. Arad) la Marea Adunare Națională de la Alba Iulia. După unire a fost și consilier județean.